# Projets de paix israélo-palestiniens
Les projets de paix israélo-palestiniens sont des projets pour promouvoir la paix et la compréhension entre Arabes et Israéliens dans des sphères différentes. Ils font partie d'une tentative plus large à un processus de paix entre Palestiniens et Israéliens.
Efforts économiques conjoints et entreprises
Efforts de paix économique israélo-palestinien
Les efforts de paix économique israélo-palestiniens sont des efforts visant à promouvoir des projets économiques conjoints et des efforts entre Israéliens et Palestiniens comme moyen de parvenir à la paix entre les deux groupes. Ils sont basés en partie sur les efforts et les projets officiels des gouvernements d'Israël et de l'Autorité palestinienne, et en partie sur les efforts privés d'entreprises individuelles et de entrepreneurs qui cherchent à promouvoir diverses entreprises qui favorisent l'unité économique et la collaboration entre les deux parties.
Cela implique des efforts conjoints continus des dirigeants régionaux pour lancer de nouveaux projets industriels et économiques conjoints, qui créeront de nouvelles entreprises locales et la croissance de l'emploi, et favoriseront la coopération continue. Il s'agit d'un effort conjoint officiel des gouvernements israélien, palestinien et jordanien pour promouvoir la coopération économique et de nouvelles initiatives commerciales qui peuvent aider les deux parties à travailler ensemble et à créer une meilleure atmosphère diplomatique et de meilleures conditions économiques. Il constitue un projet de coexistence, car il est principalement conçu pour favoriser les efforts dans le secteur privé, une fois que les gouvernements ont fourni les investissements et les facilités initiaux.[ 1]
Au début de 2010, le président Shimon Peres a joué un rôle actif et personnel dans les efforts de promotion des initiatives commerciales locales. Peres a personnellement dirigé une tournée des hauts dirigeants israéliens à travers la Cisjordanie, et leur a parlé de nombreuses nouvelles entreprises palestiniennes qui montrent beaucoup de potentiel de croissance.[ 2] Une entreprise mise en évidence par Peres était l'incubateur New Generation Technology, un effort conjoint juif-arabe fondé en 2002 qui encourage de nouvelles idées et de nouveaux projets dans le domaine de la technologie et de la biotechnologie.[ 3]